# Jarkovice (Velhartice)
Jarkovice jsou samota, část obce Velhartice v okrese Klatovy v Plzeňském kraji. Nachází se asi pět kilometrů jihozápadně od Velhartic. Jarkovice leží v katastrálním území Radvanice u Chotěšova o výměře 3,35 km².

## Historie
První písemná zmínka o vesnici pochází z roku 1404.

## Obyvatelstvo
| Rok            | 1869 | 1880 | 1890 | 1900 | 1910 | 1921 | 1930 | 1950 | 1961 | 1970 | 1980 | 1991 | 2001 | 2011 | 2021 |
| -------------- | ---- | ---- | ---- | ---- | ---- | ---- | ---- | ---- | ---- | ---- | ---- | ---- | ---- | ---- | ---- |
| Počet obyvatel | 22   | 22   | 5    | 13   | 5    | 6    | 6    | 5    | 0    | 0    | 0    | 0    | 0    | 0    | 0    |
| Počet domů     | 2    | 2    | 2    | 2    | 1    | 1    | 1    | 1    | 0    | 0    | 0    | 1    | 2    | 2    | 2    |

## Obecní správa
Při sčítání lidu v letech 1850–1969 Jarkovice byly osadou obce Kunkovice, se kterým patřily nejprve do okresu Sušice, ale od roku 1960 v okrese Klatovy. Od 1. července 1969 do 29. dubna 1976 byly částí obce Chotěšov v okrese Klatovy. Od 30. dubna 1976 jsou částí obce Velhartice v okrese Klatovy.